# Mesoligia pulmonariae
Mesoligia pulmonariae là một loài bướm đêm trong họ Noctuidae.